# Julia Dujmovits
Julia Dujmovits (Güssing, 12 giugno 1987) è una snowboarder austriaca, campionessa olimpica di slalom parallelo ai Giochi di Soči 2014.

## Biografia
Specialista dello slalom parallelo, dello slalom gigante parallelo e dello snowboard cross, ha esordito in Coppa del Mondo di snowboard il 18 ottobre 2003 nel gigante parallelo di Sölden giungendo al 44º posto. Da allora, nello stesso circuito internazionale, ha conquistato 9 podi e due successi: uno nel gigante parallelo e uno nello slalom parallelo.
Ha preso parte a cinque edizioni dei Mondiali juniores ottenendo un oro nello slalom parallelo a Bad Gastein 2007 e due bronzi, in gigante parallelo e snowboard cross, a Vivaldi Park 2006 (in Corea del Sud). È stata convocata anche per i Mondiali di La Molina 2011 piazzandosi 10ª sia nel gigante parallelo che nello slalom parallelo. Ai Mondiali di Stoneham 2013 ha ottenuto la sua prima medaglia iridata, l'argento nel gigante parallelo. Ha partecipato ai Giochi Olimpici di Soči 2014, laureandosi campionessa olimpica nello slalom parallelo. Ai mondiali di Rogla 2021 ha ottenuto il bronzo nello slalom parallelo.

## Palmarès

### Olimpiadi
- 1 medaglia:
  - 1 oro (slalom parallelo a Soči 2014)

### Mondiali
- 2 medaglie:
  - 1 argento (gigante parallelo a Stoneham 2013)
  - 1 bronzo (gigante parallelo a Rogla 2021)

### Universiadi
- 1 medaglia:
  - 1 oro (slalom gigante parallelo a Trentino 2013)

### Mondiali juniores
- 3 medaglie:
  - 1 oro (slalom parallelo a Bad Gastein 2007)
  - 2 bronzi (gigante parallelo, snowboard cross a Vivaldi Park 2006)

### Coppa del Mondo
- Miglior piazzamento in classifica generale: 9ª nel 2011
- Miglior piazzamento in Coppa del Mondo di parallelo: 3ª nel 2012 e nel 2014
- Miglior piazzamento in Coppa del Mondo di slalom parallelo: 5ª nel 2014
- Miglior piazzamento in Coppa del Mondo di slalom gigante parallelo: 3ª nel 2018
- 23 podi:
  - 4 vittorie
  - 10 secondi posti
  - 9 terzi posti

#### Coppa del Mondo - vittorie
| Data             | Luogo        | Paese       | Disciplina |
| ---------------- | ------------ | ----------- | ---------- |
| 16 dicembre 2007 | Haute-Nendaz | Svizzera    | PGS        |
| 15 dicembre 2011 | Telluride    | Stati Uniti | PSL        |
| 28 febbraio 2015 | Asahikawa    | Giappone    | PGS        |
| 28 gennaio 2018  | Bansko       | Bulgaria    | PGS        |

Legenda:

PSL = slalom parallelo

PSG = slalom gigante parallelo